# I-40
I-40 (Interstate 40) — межштатная автомагистраль в Соединённых Штатах Америки, длиной 2559,25 мили (4118,71 км). Проходит по территории восьми штатов.
Является третьей по длине магистралью США.
| Штат  | миль    | км      |
| ----- | ------- | ------- |
| CA    | 154,61  | 248,82  |
| AZ    | 359,48  | 578,53  |
| NM    | 373,51  | 601,11  |
| TX    | 177,10  | 285,11  |
| OK    | 331,03  | 532,74  |
| AR    | 284,69  | 458,16  |
| TN    | 455,28  | 732,70  |
| NC    | 423,55  | 681,64  |
| Всего | 2559,25 | 4118,71 |

## Маршрут магистрали

### Калифорния
I-40 берёт начало в городе Барстоу. Затем автомагистраль пересекает пустыню Мохаве и границу Аризоны и Калифорнии на западе от города Кингман. Длина на территории Калифорнии — 249 км.

### Аризона
I-40 является одной из магистралей, ведущих к южному краю Гранд-Каньона. Протяжённость на территории Аризоны — 578 км. Самый крупный город Аризоны, через который проходит I-40 — Флагстафф.

### Нью-Мексико
Протяжённость автомагистрали I-40 в Нью-Мексико составляет 602 км. Магистраль проходит через такие крупные города, как Альбукерке, Санта-Роза, Тукумкари, Грантс и Гэллап. Пересекает несколько индейских резерваций в западной части штата.

### Техас
I-40 проходит через техасский выступ и имеет длину 285 км на территории штата. Единственный крупный город, через который проходит магистраль — Амарилло.

### Оклахома
I-40 проходит через центр штата Оклахома. Города, располагающиеся вдоль дороги включают Эрик, Элк-Сити, Клинтон, Ведерфорд, Эль-Рено, Оклахома-Сити, Мидуэст-Сити, Шони, Юкон, Окема, Роланд и Чекота. Протяжённость на территории штата — 533 км.

### Арканзас
I-40 проходит через множество крупных городов Арканзаса. В западной части штата это Ван-Бьюрен, Альма, Озарк, Кларксвилл, Расселлвилл, Эткинс и Моррилтон. В центре и на востоке штата I-40 проходит через города Конуэй, Норт-Литл-Рок, Бринкли и Уэст-Мемфис.

### Теннесси
Самая большая часть от всей длины магистрали располагается на территории Теннесси. Соединяет три самых крупных городов штата — Мемфис, Нэшвилл и Ноксвилл.

### Северная Каролина
I-40 пересекает национальный парк Грейт-Смоуки-Маунтинс. Заканчивается в городе Уилмингтон.

## Основные пересечения
- I-15, Барстоу (Калифорния)
- I-17, Флагстафф (Аризона)
- I-25, Альбукерке (Нью-Мексико)
- I-27, Амарилло (Техас)
- I-35, Оклахома-Сити (Оклахома)
- I-44, Оклахома-Сити (Оклахома)
- I-30, Норт-Литл-Рок (Арканзас)
- I-55, Вест-Мемфис (Арканзас)
- I-24, Нашвилл (Теннесси)
- I-65, Нашвилл (Теннесси)
- I-75, Дикси-Ли-Джанкшен (Теннесси)
- I-81, Дандридж (Теннесси)
- I-26, Ашвилл (Северная Каролина)
- I-77, Стейтсвилл (Северная Каролина)
- I-85, Гринсборо (Северная Каролина)
- I-95, Бенсон (Северная Каролина)